# Museo Rosero
Das Museo Luciano Rosero ist eine Wunderkammer an der Calle 23 in Pasto.
Das Museo wurde 1983 von Lucio Rosero Solarte gegründet. Die Sammlung umfasst etwa 4000 Objekte in fünf Räumen: Die Sammlung ist in die Bereiche Mundo Natural („Natur“), Arqueología („Archäologie“), Arte Regional („Regionale Kunst“), Arte Religioso („religiöse Kunst“), Colección de Semillas („Samensammlung“) und Etnografía („Ethnografie“, darunter Objekte der Kulturen Kamëntsá und Cofán) geteilt.
Im April 2023 wurde das Museo Rosero für sein 40-jähriges Bestehen mit einem Orden der Stadt Pasto ausgezeichnet.